# Isotta Fraschini (mitra)
Il mitra Isotta Fraschini Modello Albertini  è un'arma realizzata nella Repubblica di Salò.

## Storia
L'arma, come la TZ-45, la FNAB-43 e l'Armaguerra OG-43, fa parte di quella famiglia di pistole mitragliatrici progettate dopo la caduta del fascismo per essere prodotte con costi e tempi bassissimi. Venne ideata dall'ingegner Giuseppe Albertini, da Ezio Robecchi e da Livio Segatta, rispettivamente direttore, disegnatore e capoufficio della sezione esperienze della divisione Armi della Isotta Fraschini a Oggiona con Santo Stefano. Armarono il reparto paracadutisti Nembo e la Xª MAS. La liberazione di Milano e Varese del 25 aprile del 1945 ne interruppe la produzione. Gli esemplari rimasti furono prelevati dalle brigate partigiane locali.

## Tecnica
Il castello e il calcio a stampella dell'arma sono costruiti con tecnologia aeronautica impiegando lamiere stampate invece di metallo fresato per abbassare prezzi e tempi di produzione. Anteriormente il castello prosegue fino alla volata direttamente in un copricanna quadrangolare con 7 grandi fori laterali. Il calcio è ribaltabile anteriormente, così come il bocchettone in alluminio del caricatore. Il caricatore impiegato è quello bifilare da 25 o 32 colpi della pistola mitragliatrice tedesca MP 38/40. L'impugnatura è costituita da un profilato coperto da guancette in bachelite. Il selettore per colpo singolo o raffica, sul lato destro del castello, funge anche da sicura. Il funzionamento era a corto rinculo a massa battente e sparava con otturatore aperto.